# Ojo de Agua San José Tepenene
Ojo de Agua San José Tepenene es una localidad de México perteneciente al municipio de El Arenal en el estado de Hidalgo.

## Geografía
A la localidad le corresponden las coordenadas geográficas 20° 11’ 9.471” de latitud norte y 98° 53’ 14.202” de longitud oeste, con una altitud de 2141 m s. n. m. Se encuentra a una distancia aproximada de 4.59 kilómetros al sureste de la cabecera municipal, El Arenal.
En cuanto a fisiografía se encuentra dentro de las provincia del Eje Neovolcánico, dentro de la subprovincia de Llanuras y Sierras de Querétaro e Hidalgo; su terreno es de llanura y lomerío. En lo que respecta a la hidrografía se encuentra posicionado en la región del río Panuco, dentro de la cuenca del río Moctezuma, en la subcuenca del río Actopan. Cuenta con un clima templado subhúmedo con lluvias en verano, de menor humedad.

## Demografía
En 2020 registró una población de 1823 personas, lo que corresponde al 9.19 % de la población municipal. De los cuales 896 son hombres y 927 son mujeres. Tiene 459 viviendas particulares habitadas.
| Gráfica de evolución demográfica de Ojo de Agua San José Tepenene entre 1940 y 2020          |
|                                                                                              |
| Población de los censos y conteos del Instituto Nacional de Estadística y Geografía (INEGI). |

## Economía
La localidad tiene un grado de marginación alto y un grado de rezago social bajo.